# Waterman (sport)
En waterman (vattenman svenska) är en man eller kvinna som är en mångsidig idrottare som kan delta i olika former av vattensporter beroende på förhållandena. I surfterminologi hänvisar en waterman till en person som uppnått en status av mytiska mått värdig en legend för att personen behärskar flertalet olika vattensporter på gränsen till perfektion. En waterman är en högt aktad person i sina kretsar, för sina enastående bedrifter på vattnet.
Vattensporter som en waterman utövar inkluderar ofta simning på öppet hav, vågsurfing, vindsurfning, kajakpaddling och bodysurfing. En Waterman kan också ofta syssla med rodd, segling, kite boarding, dykning, fridykning, standup paddleboarding (SUP), havsfiske och harpunfiske. Ofta inbegriper fiske under vatten med harpun även fridykning.
En av de första personerna som kallats en waterman är Duke "The Big Kahuna" Kahanamoku, den femfaldiga OS-medaljören som ofta sägs vara den person som gjorde vågsurfing till en populär sport. Andra kända watermen är Laird Hamilton, som omtalats som sportens mest kompletta surfare och Kai Lenny.
En waterman har ofta en gedigen förståelse för våra hav, hur de fungerar som ekosystem och är en ambassadör för att vi ska värna om miljön.